# ريان بريوستر
ريان جويل بريوستر (بالإنجليزية: Rhian Joel Brewster)‏ (1 أبريل 2000 في لندن، إنجلترا - ) هو لاعب كرة قدم إنجليزي يلعب في مركز الهجوم مع نادي شيفيلد يونايتد الإنجليزي.

## وصلات خارجية
- ريان بريوستر على موقع الاتحاد الأوربي (الإنجليزية)
- ريان بريوستر على موقع إي إس بي إن إف سي (الإنجليزية)
- ريان بريوستر على موقع قاعدة بيانات كرة القدم.إي يو (الإنجليزية)
- ريان بريوستر على موقع Soccerbase.com (لاعب) (الإنجليزية)
- ريان بريوستر على موقع Soccerway.com (الإنجليزية)
- ريان بريوستر على موقع عالم كرة القدم.نت (الإنجليزية)